# FAIRCHILD (バンド)
FAIRCHILD（フェアチャイルド）は、1980年代末期から1990年代前半にかけて活動していた日本のバンド。現在タレントとして活躍するYOU、SHI-SHONENやリアル・フィッシュで活動していた戸田誠司、ギタリストの川口浩和の3人が在籍していた。

## 概要
1988年、テクノポップバンド・SHI-SHONENの中心人物だった戸田誠司が、ボーカルにYOUを誘って新たにFAIRCHILDを結成。戸田は2005年に「All About テクノポップ」のインタビューで、当初はSHI-SHONENを再始動させるつもりだったが、YOUの加入でコンセプト的に違うバンドになりそうだったのでFAIRCHILDへと移行したと述べている。その際に戸田はベース担当となった。
初期はSHI-SHONENから続くテクノポップに、YOUのファニーなボーカルが乗る楽曲が多かったが、後期はポップス路線に転換した。1990年に「探してるのにぃ」がサントリー「紅茶のお酒」のCMソングとして使われ、YOUが白熊の着ぐるみ姿でテレビCMに出演した。
その後、所属していたアミューズとの専属契約を解除され解散を言い渡されたが、事務所を移籍し活動を継続していた。しかしYOUのタレント活動へのシフトや、メンバー間の音楽性の違いにより1993年に解散した。
当バンドの活動と並行して『ダウンタウンのごっつええ感じ』（フジテレビ系）のレギュラー出演等のタレント活動で知名度を上げていたYOUは、解散を期に本格的にソロタレントとしての活動に軸足を変えることとなり、現在もタレント、女優業を中心に幅広い活動を続けている。また、ラストシングルとなった「きらいだよ」（1992年）は『ダウンタウンのごっつええ感じ』のオープニングテーマに使用され、レギュラー出演していたYOU以外のメンバー2人もオープニング映像に出演した。

### 解散の顛末
FAIRCHILD解散後に、YOUはいくつものテレビ番組で「ギターの人（川口）がベースの人（戸田）を殴って解散した」と語っていたが、2008年5月29日放映の『Goro's Bar』（TBS系）では「殴ったから解散したのではなく、解散の日の打ち上げで、ギターの人がわざわざベースの人を殴りに来て逃げて行った。彼女に車をスタンバイさせておいて、殴った直後に車に乗り込み、ドラマのように逃げ、その後消息が知れなかったが、一昨年辺りにインドで発見された」と発言している。
メンバー間に確執があったことは、2005年の「All About テクノポップ」のインタビューで「（川口が）どうしてハードロック的なギターになるのか?」という質問に対し、戸田が「あれしか弾けないだけですよ。」と答えているところからもうかがえる。

## メンバー
解散後の個々の活動は各メンバーの個人ページを参照。
YOU（ユー）
ボーカル、作詞担当。
戸田誠司（とだ せいじ）
ベース、プログラミング、作曲を担当。
川口浩和（かわぐち ひろかず）
ギター担当。

## 作品

### シングル
|                               | 発売日                        | タイトル                      | c/w                           | 規格                          | 規格品番                      | オリコン最高位                |
| ポニーキャニオン / T・E・N・T | ポニーキャニオン / T・E・N・T | ポニーキャニオン / T・E・N・T | ポニーキャニオン / T・E・N・T | ポニーキャニオン / T・E・N・T | ポニーキャニオン / T・E・N・T | ポニーキャニオン / T・E・N・T |
| ----------------------------- | ----------------------------- | ----------------------------- | ----------------------------- | ----------------------------- | ----------------------------- | ----------------------------- |
| 1st                           | 1988年7月21日                 | おまかせピタゴラス            | Q・Q・Q                       | EP                            | 7A-0874                       | 圏外                          |
| 1st                           | 1988年7月21日                 | おまかせピタゴラス            | Q・Q・Q                       | 8cmCD                         | S10A-0142                     | 圏外                          |
| 2nd                           | 1988年10月21日                | Bye Bye キッチン・ガール      | 嘆きの健康優良児              | EP                            | 7A-0905                       | 圏外                          |
| 2nd                           | 1988年10月21日                | Bye Bye キッチン・ガール      | 嘆きの健康優良児              | 8cmCD                         | S10A-0173                     | 圏外                          |
| 3rd                           | 1989年2月8日                  | ラブ・シックは好き            | おやすみソルジャー            | EP                            | 7A-0958                       | 76位                          |
| 3rd                           | 1989年2月8日                  | ラブ・シックは好き            | おやすみソルジャー            | 8cmCD                         | S10A-0250                     | 76位                          |
| 4th                           | 1989年7月21日                 | Jelly Eyesは甘くない          | TAN TAN                       | 8cmCD                         | S9A-11029                     | 94位                          |
| 5th                           | 1989年11月21日                | 小さな星                      | ウクレレ天国                  | 8cmCD                         | PCDA-00029                    | 圏外                          |
| 6th                           | 1990年4月21日                 | コールバック                  | サイクリング A GO GO          | 8cmCD                         | PCDA-00073                    | 58位                          |
| 7th                           | 1990年10月21日                | 探してるのにぃ                | オリエンタルガールのうた      | 8cmCD                         | PCDA-00117                    | 17位                          |
| 8th                           | 1991年4月10日                 | なんかいい気分                | サボテン                      | 8cmCD                         | PCDA-00169                    | 41位                          |
| 9th                           | 1991年6月5日                  | もうはなさないっ              | 夕立の雨の中で                | 8cmCD                         | PCDA-00194                    | 40位                          |
| 10th                          | 1991年11月7日                 | スキスキ有頂天国              | ほんとのクリスマス            | 8cmCD                         | PCDA-00245                    | 68位                          |
| 11th                          | 1992年8月5日                  | 夏のスパイ                    | くじらのまごむすめ            | 8cmCD                         | PCDA-00345                    | 76位                          |
| 12th                          | 1992年12月2日                 | きらいだよ                    | またきこえてる                | 8cmCD                         | PCDA-00392                    | 39位                          |

### アルバム

#### ベスト・アルバム
|                               | 発売日                        | タイトル                                    | 規格                          | 規格品番                      | オリコン最高位                |
| ポニーキャニオン / T・E・N・T | ポニーキャニオン / T・E・N・T | ポニーキャニオン / T・E・N・T               | ポニーキャニオン / T・E・N・T | ポニーキャニオン / T・E・N・T | ポニーキャニオン / T・E・N・T |
| ----------------------------- | ----------------------------- | ------------------------------------------- | ----------------------------- | ----------------------------- | ----------------------------- |
| 1st                           | 1991年4月24日                 | ギミックス                                  | CD                            | PCCA-00253                    | 7位                           |
| ポニーキャニオン              |                               |                                             |                               |                               |                               |
| 2nd                           | 1993年12月17日                | Singles                                     | CD                            | PCCA-00532                    |                               |
| 3rd                           | 1996年9月20日                 | 夜想曲 -ReCOLLECTION OF FAIRCHILD-          | CD                            | PCCAX-00002                   |                               |
| 4th                           | 2002年6月19日                 | Anthology FAIRCHILD best                    | CD                            | PCCA-01708                    | 圏外                          |
| 5th                           | 2008年7月16日                 | FAIRCHILD BEST COLLECTION HISTORY 1988-1993 | CD                            | PCCS-00045                    | 圏外                          |

### 映像作品
|                               | 発売日                        | タイトル                      | 規格                          | 規格品番                      |
| ポニーキャニオン / T・E・N・T | ポニーキャニオン / T・E・N・T | ポニーキャニオン / T・E・N・T | ポニーキャニオン / T・E・N・T | ポニーキャニオン / T・E・N・T |
| ----------------------------- | ----------------------------- | ----------------------------- | ----------------------------- | ----------------------------- |
| 1st                           | 1990年3月21日                 | LIVE UKULELE                  | VHS                           | PCVP-10177                    |
| 1st                           | 1990年3月21日                 | LIVE UKULELE                  | LD                            | PCLP-00036                    |
| 2nd                           | 1991年11月21日                | VIDEO GRAND PRIX              | VHS                           | PCVP-50669                    |
| 2nd                           | 1991年11月21日                | VIDEO GRAND PRIX              | LD                            | PCLP-00229                    |

### タイアップ曲
| 楽曲               | タイアップ                                               |
| ------------------ | -------------------------------------------------------- |
| おまかせピタゴラス | フジテレビ系『さんまのまんま』エンディングテーマ         |
| アウラ             | トミー『てのひらピッピ』CMソング                         |
| ラブ・シックは好き | フジテレビ系『ヘイ!あがり一丁』主題歌                    |
| コールバック       | NTT『パジャマコール』CMソング                            |
| 探してるのにぃ     | サントリー『紅茶のお酒』CMソング                         |
| もうはなさないっ   | サントリー『紅茶のお酒』CMソング                         |
| スキスキ有頂天国   | アルペン'92 アドベンチャースキー CMソング                |
| 夏のスパイ         | ロッテリア『'92サマーキャンペーン』CMソング              |
| きらいだよ         | フジテレビ系『ダウンタウンのごっつええ感じ』テーマソング |